# Divizia A 1919-20
A temporada 1919-20 é a 8ª edição da Divizia A que começou em 1919 e terminou em 1920. O Venus Bucureşti foi o campeão conquistando pela 1ª vez o título nacional.

## Classificação
| Pos | Equipe             | J | V | E | D | GP | GC | S  | Pts |
| --- | ------------------ | - | - | - | - | -- | -- | -- | --- |
| 1   | Venus Bucureşti    | 6 | 4 | 1 | 1 | 8  | 6  | +2 | 9   |
| 2   | Tricolor Bucureşti | 5 | 3 | 0 | 2 | 9  | 6  | +3 | 6   |
| 3   | Colţea Bucureşti   | 4 | 1 | 1 | 2 | 4  | 6  | -2 | 3   |
| 4   | Prahova Ploieşti   | 3 | 0 | 0 | 3 | 1  | 4  | -3 | 0   |

## Campeão
| Divizia A 1919-20           |
| --------------------------- |
| Venus Bucureşti (1º título) |